# Jaroslava Kretschmerová
Jaroslava Kretschmerová (ur. 1 września 1955 w Pradze) – czeska aktorka filmowa, teatralna, telewizyjna i dubbingowa.

## Wybrane role filmowe
- 1978: Odbicia światła (Zrcadlení) – szkolna koleżanka
- 1979: Cudowni mężczyźni z korbką (Báječní muži s klikou) – widz
- 1980: Miłość między kroplami deszczu (Lásky mezi kapkami deště) – Štefka, dziewczyna z klubu
- 1981: Kelner, płacić! (Vrchní, prchni!) – gość weselny
- 1981: Postrzyżyny (Postřižiny) – sekretarka
- 1981: Tajemnica zamku w Karpatach (Tajemství hradu v Karpatech) – kochanka Vilji
- 1982: Śnieżyca (Kalamita) – Květa
- 1982: Jak świat traci poetów (Jak svět přichází o básníky) – Vnoučková
- 1983: Szalony kankan (Šílený kankán) – tancerka Zizi
- 1983: Serdeczne pozdrowienia z Ziemi (Srdečný pozdrav ze zeměkoule) – biegaczka
- 1983: Jara Cimrman śpi (Jára Cimrman ležící, spící) – ciotka
- 1984: Anielska diablica (Anděl s ďáblem v těle) – Rózinka
- 1984: Słońce, siano i truskawki (Slunce, seno, jahody) – Evička
- 1984: Latający Czestmir (Létající Čestmír) – nauczycielka
- 1985: Z diabłami nie ma żartów (S čerty nejsou žerty) – Dorota Máchalová
- 1987: Anioł uwodzi diabła (Anděl svádí ďábla) – Rózinka
- 1989: Dobre gołębie wracają (Dobří holubi se vracejí) – żona piłkarza Muclingera
- 1989: Słońce, siano i parę razy po gębie (Slunce, seno a pár facek) – Evička
- 1991: Słońce, siano, erotyka (Slunce, seno, erotika) – Evička
- 1993: Powrót Arabeli (Arabela se vrací) – Roxana
- 1996: Matka Courage (My Mother's Courage) – młoda Emma
- 2000: Mały Otik (Otesánek) – matka Alžbětki
- 2013: Jirka i białe myszy (Jirka a bílé myšky) – Gerda